# 芦原町
芦原町（あわらちょう）は、かつて福井県坂井郡にあった町。
2004年（平成16年）3月1日には坂井郡金津町と合併してあわら市が発足し、芦原町は廃止された。

## 地理
福井県の北部に位置し、日本海に面していた。北潟湖周辺は越前加賀海岸国定公園の一部となっている。
- 山：経塚山
- 沼湖：北潟湖

## 歴史
- 1889年（明治22年）4月1日 - 町村制の施行により、二面村、舟津村、布目村、十楽村、田中中村、番田村、重義村、国影村、井江葭村、横垣村及び牛山村の区域をもって、芦原村が発足する。
- 1928年（昭和3年）12月30日：三国芦原電鉄の芦原駅が開業
- 1935年（昭和10年）2月11日 - 芦原村が町制施行して、芦原町となる。
- 1955年（昭和30年）3月31日 - 芦原町、本荘村及び北潟村が合併して、改めて芦原町が発足する。
- 1955年（昭和30年）7月15日 - 大字竹松、大字西今市、大字藤沢及び大字玉の江の区域を三国町に、大字新用及び大字馬場の区域を金津町に編入する。
- 1956年（昭和31年）4月23日 - 芦原駅前の店舗から出火。芦原温泉街へ延焼し、旅館20軒を含む441戸を全焼。さらに約500m離れた舟津地区へ飛び火して60戸が全焼[1]（芦原大火）。
- 2004年（平成16年）3月1日 - 芦原町及び金津町が合併して、あわら市が発足する。

## 行政
- 合併時の町長：奈須田和彦

## 教育

### 小学校
- 芦原町立芦原小学校
- 芦原町立北潟小学校
- 芦原町立新郷小学校
- 芦原町立波松小学校
- 芦原町立本荘小学校

### 中学校
- 芦原町立芦原中学校

## 交通

### 鉄道
- 中心となる駅：あわら湯のまち駅
- えちぜん鉄道
  - 三国芦原線：（三国町） - あわら湯のまち駅 - 番田駅 - 本荘駅 - （坂井町）

### 道路
- 一般国道
  - 国道305号
- 県道
  - 福井県道5号福井加賀線
  - 福井県道9号芦原丸岡線
  - 福井県道29号福井金津線
  - 福井県道101号三国金津線
  - 福井県道109号南横地芦原線
  - 福井県道120号細呂木停車場北潟線
  - 福井県道121号芦原湯町停車場線
  - 福井県道152号波松芦原線
  - 福井県道166号北潟平山線
  - 福井県道803号北潟湖畔自転車道線

## 観光・娯楽
- 芦原温泉
- 北潟湖
- 芦原北方館 - 北方にあった映画館[2]。

## 著名な出身者
- 藤野厳九郎（医師、教育者）旧本荘村出身
- 藤野恒三郎（医学者、細菌学者、医学史研究者、大阪大学名誉教授、神戸学院大学名誉教授）
- 山谷親平（福井放送、ニッポン放送パーソナリティー）
- 橋本達也（政治家、あわら市長）